# Forth (음반)
《Forth》는 영국의 얼터너티브 록 밴드 버브의 네 번째이자 마지막 스튜디오 음반이다. 2008년 8월 25일, EMI를 통해 국제적으로 발매되었고, 하루 후 북미에서 온 유어 오운 레이블로 발매되었다. 밴드는 1999년에 해체된 후 2007년에 재결합했다. 《Forth》는 1997년 음반 《Urban Hymns》 이후 첫 번째 신소재의 음반이자 1995년 《A Northern Soul》 이후 두 번째 기타리스트이자 키보디스트 사이먼 통 없이 오리지널 라인업을 선보인 첫 번째 음반이다. 이 음반은 《Urban Hymns》와 리처드 애시크로프트의 솔로 음반 프로듀서 크리스 포터가 참여한 두 번째 음반이기도 하다.
이 음반의 첫 번째 싱글인 〈Love Is Noise〉는 2008년 6월 23일, BBC 라디오 1에서 첫 방송을 받았다. 이 곡은 영국 싱글 차트에서 4위에 올랐고 유럽에서 여름 히트곡이 되었다. 이 밴드는 또한 1주일 후 무료 디지털 다운로드로 비음반 트랙인 〈Mover〉를 발매했다.

## 배경
이 밴드는 2007년과 2008년 사이에 리치먼드에서 새로운 노래를 녹음했다. 대부분의 백킹 트랙은 11월과 12월에 영국 투어를 하기 전에 이루어졌다. 그 후, 2월부터 4월 여름 데이트가 시작될 때까지 녹화가 계속되었고 유럽과 일본에서 여름 페스티벌이 열리기 전인 4월부터 5월 사이에 진행된 미니 미국 투어 후에 몇 가지 최종 작업이 이루어졌다. 《빌보드》의 조나단 코언은 포스가 "이 그룹의 초기 작업의 실험주의와 마지막 두 가지 노력의 보다 구조화된 작사 작곡의 멋진 혼합"이라고 말한다.
〈Sit and Wonder〉와 〈Love Is Noise〉는 2008년 4월, 코첼라 밸리 뮤직 앤드 아츠 페스티벌을 포함한 밴드의 페스티벌 출연 기간 동안 라이브로 연주되었고, 〈Rather Be〉는 2008년 8월, V 페스티벌에서 설정된 밴드의 헤드라이닝의 일부로서 여름 내내 선별된 라이브 방송을 받았다. 〈I See Houses〉는 2008년 8월 콘월 에덴 프로젝트에서 라이브로 상영된 적이 있다.

## 발매 및 평가
| 전문가 평가        | 전문가 평가 |
| 총 점수            | 총 점수     |
| 출처               | 점수        |
| ------------------ | ----------- |
| 메타크리틱         | 71/100      |
| 평가 점수          |             |
| 출처               | 점수        |
| AllMusic           | [ 7 ]       |
| Drowned in Sound   | 5/10        |
| The Guardian       | [ 8 ]       |
| The Michigan Daily | [ 9 ]       |
| NME                | 8/10        |
| Pitchfork          | 5.0/10      |
| Q                  | [ 12 ]      |
| Rolling Stone      | [ 13 ]      |
| Spin               | [ 14 ]      |
| Uncut              | [ 15 ]      |

버브의 이전 스튜디오 음반 《Urban Hymns》처럼 《Forth》는 영국 음반 차트에서 1위를 차지했고, 미국 빌보드 200에서 23위를 차지했다. 《Forth》는 영국 축음기 협회로부터 골드 인증을 받았다. 이 음반은 미국에서 발매 첫 주에 약 21,000장이 팔렸고, 2009년 1월, 현재 미국에서 약 53,000장이 팔렸다.
《Forth》는 음악 평론가들로부터 대체로 긍정적인 평가를 받았다. 주류 비평가들의 리뷰에 100점 만점에 정규화된 평점을 매기는 메타크리틱에서는 28개의 리뷰를 바탕으로 평균 71점을 받아 "대체로 호의적인 평점"을 나타냈다.
《Forth》는 《Q》의 2008년 "올해의 50대 음반" 47위, 《NME》의 "2008년 최고의 음반" 26위에 올랐다.

## 곡 목록
모든 곡들은 특별한 언급이 없는 한 버브에 의해 작사/작곡하였다.
| #   | 제목                    | 작사·작곡           | 재생 시간 |
| --- | ----------------------- | ------------------- | --------- |
| 1.  | 〈Sit and Wonder〉      |                     | 6:52      |
| 2.  | 〈Love Is Noise〉       |                     | 5:29      |
| 3.  | 〈Rather Be〉           | 리처드 애시크로프트 | 5:38      |
| 4.  | 〈Judas〉               |                     | 6:18      |
| 5.  | 〈Numbness〉            |                     | 6:34      |
| 6.  | 〈I See Houses〉        | 애시크로프트        | 5:37      |
| 7.  | 〈Noise Epic〉          |                     | 8:13      |
| 8.  | 〈Valium Skies〉        | 애시크로프트        | 4:34      |
| 9.  | 〈Columbo〉             |                     | 7:30      |
| 10. | 〈Appalachian Springs〉 | 애시크로프트        | 7:33      |

## 인증
}
| 국가                       | 인증 | 판매량/출하량 |
| -------------------------- | ---- | ------------- |
| 아일랜드 (IRMA)            | 골드 | 7,500^        |
| 영국 (BPI)                 | 골드 | 100,000^      |
| ^출하량을 기반으로 한 인증 |      |               |